# Guam vid världsmästerskapen i simsport 2024
Guam tävlade vid världsmästerskapen i simsport 2024 i Doha i Qatar mellan den 2 och 18 februari 2024. Guam hade en trupp på fyra idrottare, varav två kvinnor och två män.

## Tävlande per sport
Följande är en lista över antalet tävlande per sport.
| Sport   | Herrar | Damer | Totalt |
| ------- | ------ | ----- | ------ |
| Simning | 2      | 2     | 4      |
| Totalt  | 2      | 2     | 4      |

## Simning
Herrar
| Idrottare     | Gren            | Heat    | Heat      | Semifinal        | Semifinal        | Final            | Final            |
| Idrottare     | Gren            | Tid     | Placering | Tid              | Placering        | Tid              | Placering        |
| ------------- | --------------- | ------- | --------- | ---------------- | ---------------- | ---------------- | ---------------- |
| James Hendrix | 100 m frisim    | 55,03   | 84        | Gick inte vidare | Gick inte vidare | Gick inte vidare | Gick inte vidare |
| James Hendrix | 100 m fjärilsim | 59,01   | 57        | Gick inte vidare | Gick inte vidare | Gick inte vidare | Gick inte vidare |
| Israel Poppe  | 200 m frisim    | 2.02,60 | 64        | Gick inte vidare | Gick inte vidare | Gick inte vidare | Gick inte vidare |
| Israel Poppe  | 100 m ryggsim   | 1.02,83 | 52        | Gick inte vidare | Gick inte vidare | Gick inte vidare | Gick inte vidare |

Damer
| Idrottare       | Gren            | Heat    | Heat      | Semifinal        | Semifinal        | Final            | Final            |
| Idrottare       | Gren            | Tid     | Placering | Tid              | Placering        | Tid              | Placering        |
| --------------- | --------------- | ------- | --------- | ---------------- | ---------------- | ---------------- | ---------------- |
| Mia Lee         | 100 m frisim    | 1.01,22 | 50        | Gick inte vidare | Gick inte vidare | Gick inte vidare | Gick inte vidare |
| Mia Lee         | 200 m frisim    | 2.18,01 | 47        | Gick inte vidare | Gick inte vidare | Gick inte vidare | Gick inte vidare |
| Amaya Bollinger | 100 m fjärilsim | 1.08,15 | 40        | Gick inte vidare | Gick inte vidare | Gick inte vidare | Gick inte vidare |
| Amaya Bollinger | 200 m fjärilsim | 2.38,33 | 25        | Gick inte vidare | Gick inte vidare | Gick inte vidare | Gick inte vidare |

Mixat
| Idrottare                                          | Gren           | Heat    | Heat      | Final            | Final            |
| Idrottare                                          | Gren           | Tid     | Placering | Tid              | Placering        |
| -------------------------------------------------- | -------------- | ------- | --------- | ---------------- | ---------------- |
| Israel Poppe James Hendrix Amaya Bollinger Mia Lee | 4×100 m frisim | 3.52,29 | 16        | Gick inte vidare | Gick inte vidare |
| James Hendrix Israel Poppe Amaya Bollinger Mia Lee | 4×100 m medley | 4.30,74 | 31        | Gick inte vidare | Gick inte vidare |